# Pierre Pflimlin
Pierre Eugène Jean Pflimlin (Roubaix, 5 febbraio 1907 – Strasburgo, 27 giugno 2000) è stato un politico francese.
È stato presidente del Consiglio dei ministri per un brevissimo periodo, dal 14 maggio al 1º giugno 1958; gli succedette Charles de Gaulle. È stato inoltre presidente del Parlamento europeo dal 1984 al 1987.

## Biografia
Compì gli studi al liceo di Mulhouse, quindi all'Istituto cattolico di Parigi ed infine all'Università di Strasburgo.
Laureato in giurisprudenza e scienze politiche, divenne avvocato nel 1933 presso il foro di Strasburgo.
Giovane militante democratico-cristiano, fu membro dell'Union populaire républicaine, il grande partito cattolico alsaziano.
Sotto l'occupazione nazista, lavorò nel Segretariato generale della gioventù a Vichy nel 1941, poi fu nominato giudice istruttore a Thonon-les-Bains (dal 1941 al 1944) e quindi Sostituto Procuratore della Repubblica a Metz (1944).
Alla liberazione, fu membro del Movimento Repubblicano Popolare, il partito democratico-cristiano centrista, dalla sua creazione nel 1945; ne fu poi presidente dal 1956 al 1959.
Le sue prime esperienze di governo furono quelle di sottosegretario di Stato alla sanità pubblica e alla popolazione (nel 1946), poi all'economia nazionale.
Fu molte volte ministro durante la Quarta Repubblica e particolarmente ministro dell'agricoltura in otto governi fra il 1947 ed il 1951, e quindi in una gran parte dei governi succedutisi fino al 1958 (Commercio, Europa, Francia d'Oltremare, Finanze e affari economici).
Fu il penultimo presidente del Consiglio dei ministri della Quarta Repubblica: investito della carica dall'Assemblea il 14 maggio 1958 alle due del mattino (con 274 voti contro 129) nel contesto della guerra d'Algeria, egli non aveva costituzionalmente ancora alcun potere alla vigilia degli avvenimenti di Algeri (13 maggio). Il 28 maggio successivo, di fronte alla minaccia di una guerra civile, preferì rimettere il suo mandato. Come altre personalità, fece parte del primo governo di Charles de Gaulle con la carica di ministro di Stato senza portafoglio (1º giugno 1958 - 8 gennaio 1959).
Tornò al governo con la nomina del primo governo Pompidou (14 aprile 1962) e la carica di ministro di Stato alla cooperazione, ma si dimise il mese successivo, insieme agli altri ministri dell'MRP, partito europeista, a causa del grave disaccordo con il generale de Gaulle sulla realizzazione dell'Europa unita.
Divenne presidente del  Parlamento europeo nel 1984 mantenendo la carica per tre anni, allorché si ritirò dalla vita politica.
Nel 1991 pubblicò le sue memorie (Mémoires d'un Européen, edizioni Fayard).
La salma di Pierre Pflimlin e quella della moglie sono inumate nel cimitero di Saint-Gall di Strasburgo.